# Arrependimento
Arrependimento é uma reação emocional para atos passados pessoais e comportamentais. Arrependimento é muitas das vezes expressado pelo termo "desculpa".
A palavra arrependimento é de origem grega (μετάνοια , metanoia ) e significa conversão (tanto espiritual, bem como intelectual), mudança de direção,mente, atitudes, temperamentos, caráter, trabalho, geralmente conotando uma evolução. Então arrependimento quer dizer mudança de atitude, ou seja, atitude contrária, ou oposta, àquela tomada anteriormente em determinado assunto específico.
Diferentemente do remorso, em que a pessoa que o sofre não se sensibilizou verdadeiramente do mal que possa haver causado a outros, e que, pensando apenas no próprio bem, é capaz até de infligir a si mesmo algum tipo de castigo (como uma auto-flagelação por exemplo) apenas para tentar se esquivar de sofrer uma punição ainda mais severa por causa do erro que cometeu (punição que pode realmente, ou não, vir a penar), o arrependido verdadeiramente percebe e se sensibiliza das conseqüências ruins que seus atos causaram para outras pessoas (ou o mal que acredite haver causado a algum ser/entidade sobrenatural em que creia).
Essa sensibilização à dor alheia leva o arrependido a uma tristeza verdadeira pelo dano sofrido pelos que prejudicou. E, como consequência, sempre faz o arrependido tomar uma firme decisão de não mais cometer o mesmo erro, para não mais causar mal a outros. O arrependimento pode assim, também, ser considerado como a dor sentida por causa da dor causada.